# لوک مک‌کورمیک (بازیکن فوتبال، زاده ۱۹۹۹)
لوک مک کورمیک (انگلیسی: Luke McCormick؛ زادهٔ ۲۱ ژانویهٔ ۱۹۹۹) بازیکن فوتبال اهل انگلستان است.
از باشگاه‌هایی که در آن بازی کرده‌است می‌توان به باشگاه فوتبال شروزبری تاون اشاره کرد.